# Libertad (Rojas)
Pour les articles homonymes, voir Libertad.
Libertad est l'une des cinq paroisses civiles de la municipalité de Rojas dans l'État de Barinas au Venezuela. Sa capitale est Libertad, chef-lieu de la municipalité. En 2018, sa population s'élève à 10 217 habitants.

## Géographie

### Démographie
Hormis sa capitale Libertad, la paroisse civile possède plusieurs localités, dont :
- Bijao
- Caño Espinito del Norte
- Caño Seco de Bijao
- Caño Seco de Vegón
- Crucero de Jabillal
- Espinito
  - Espinito Norte
  - Espinito Sur
- Libertad
  - El Compadre
- Masparito Abajo
- Parcelamiento Pavones
- Vegón Abajo